# Sarimanggu
Sarimanggu is een bestuurslaag in het regentschap Tasikmalaya van de provincie West-Java, Indonesië. Sarimanggu telt 6149 inwoners (volkstelling 2010).